# كوراي ليندساي
كوراي ليندساي (بالإنجليزية: Korey Lindsey)‏ هو لاعب كرة قدم أمريكية أمريكي، ولد في 3 فبراير 1989 في باتون روج في الولايات المتحدة.

## وصلات خارجية
- كوراي ليندساي على موقع إي إس بي إن.كوم (أن.أف.أل)3
- كوراي ليندساي على موقع مرجع كرة القدم المحترفة.كوم (الإنجليزية)